# Буль, Болеслав Казимирович
Болеслав Казимирович Буль (1904 — 1990) — профессор, доктор технических наук. Заведующий кафедрой электрических аппаратов МЭИ в 1972—1974 годах. Представитель московской школы электротехников. Награжден орденом «Знак Почёта».

## Биография
Болеслав Казимирович Буль родился 24 июня 1904 года в городе Лудза в Латвии. В раннем возрасте он остался без родителей и его воспитанием стала заниматься его тетя. Они переехали в Омск. В этом городе прошло его детство и подростковый возраст.
В юности Болеслав Буль работал шорником. В начале 1930-х годов он приехал в Москву. В середине 1930-х годов стал выпускником Московского энергетического института. После окончания учебы он остался работать на кафедре «Электроаппаратостроение». Стал помощником основателя кафедры В. С. Кулебакина и всегда гордился тем, что был его учеником.
Защитил кандидатскую и докторскую диссертации, а начинал рабочий путь с должности ассистента. Занимался научной работой, уделяя внимание методам расчета электрических аппаратов и методам расчета магнитных проводимостей.
У него были ярко выраженные художественные способности.
Болеслав Буль написал монографию «Основы теории и расчета магнитных цепей», которая была издана в 1964 году.
Болеслав Буль был знаком с академиком В. А. Кириллиным, который возглавлял Государственный комитет СССР по науке и технике. В.Кириллин в середине 1970-х годов предложил Болеславу Булю стать руководителем научной группы, которая бы занялась исследованием магнитоуправляемых герметизированных контактов. Болеслав Буль ответил согласием и в 1966 году на кафедре «Электрические аппараты» МЭИ была создана научно-исследовательская лаборатория по исследованию герконов. Помощником Буля стал В. Н. Шоффа. Также в эту группу входили инженеры, работающие на кафедре электрических аппаратов.
Среди его учеников и аспирантов: Б. М. Рассадин, Г. Г. Гаврилов, Сахидат Суран, М.Минович, И. П. Иванов, Г. П. Поляков, А. М. Слукин, А. А. Чингишев. Его студентом был академик Б. Н. Петров, который до 1982 года был главой «Интеркосмос». Также по его стопам пошёл сын, Олег Болеславович Буль, автор ряда книг по электрическим аппаратам.
Подготовил свыше 20 кандидатов технических наук. Был деканом факультета электромеханики Московского городского народного университета технического прогресса и экономических знаний.
Награжден орденом «Знак Почёта».
Болеслав Казимирович Буль умер 20 июня 1990 года.